# 05式水陸両用装甲車

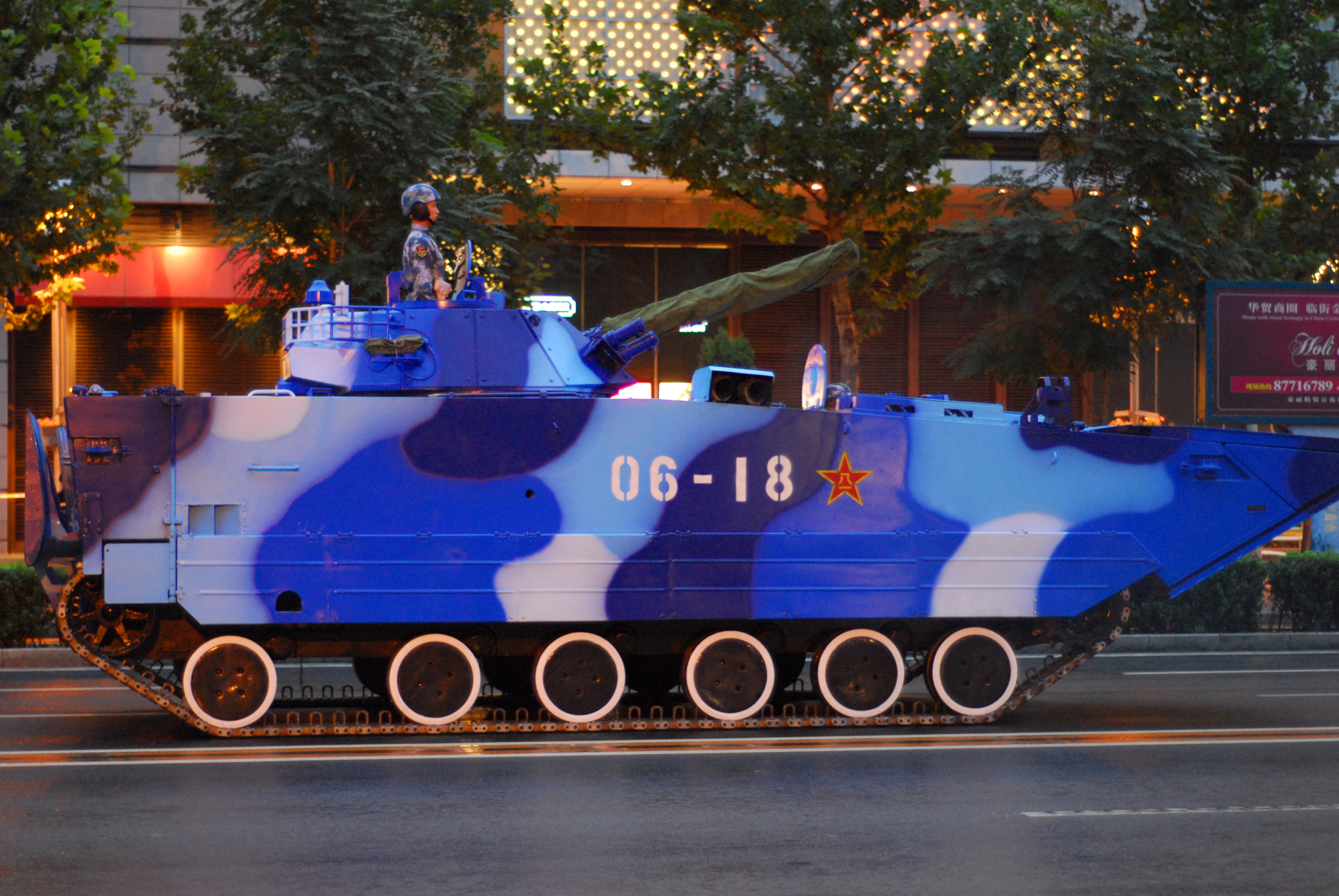
05式水陸両用歩兵戦闘車

05式水陸両用装甲車（中国語: 05式两栖装甲车）は、中華人民共和国の水陸両用装甲車ファミリー。総称としての呼称であり、実際に製造・配備されたものはその型式によって異なった名称が与えられている。

## 開発
旧式化していた63式水陸両用戦車等は、水上速力が低速であり運用可能な海況が限られていた。2000年前半に立案された更新に当たって求められたものは、アメリカ合衆国が当時開発中であったEFVと同様のコンセプトを持ち、共に遠距離からの発艦、水上にて高速を発揮して接近し着上陸におけるリスクを低減するものであった。
中国兵器科学研究院副院長陳鵬飛（陈鹏飞）が主任として設計にあたり、水上で高速を発揮するためには従来の8倍の出力が必要と算定された排水型から滑走型への車体形状の変更、水上用と陸上用のエンジンの分離が構想され、転輪や履帯の収納も検討された。後にエンジンについては、1基にまとめられることになった。また、鋼鉄製の装甲では重量過多となり、アルミニウム合金に変更された。
2003年12月に計画が承認され、製造は湘潭627廠（湖南江麓機械集団）が行い2005年に制式化。05式の名称が与えられた。

## 構造
水上滑走時には前後の滑走板を展開し、ウォータージェットで航行。地上では滑走板を折りたたんで車体の装甲とし、履帯で活動する。転輪は内部に空洞が有り、浮力の一助となっている。
装甲はアルミニウム合金であるが、洋上を行動するため、底部の装甲には電気的に防蝕処理が行われており、この部分を交換することで車体寿命を延ばす設計となっている。

## バリエーション
- 05式水陸両用戦車（ZTD-05）：火力支援型
- 05式水陸両用歩兵戦闘車（ZBD-05）
- 05式水陸両用装甲指揮車：ZBD-05がベース[1]
- 05式水陸両用装甲回収車：ZTD-05がベース[1]

## 注
1. ↑  沿岸部に母艦が接近することによる沿岸からの砲撃、触雷などによる損傷の回避、水陸両用車が低速で洋上を航行することによる攻撃に対する脆弱性等。